# Erwann Menthéour
Pour les articles homonymes, voir Menthéour.
Erwann Menthéour, né le 29 juin 1973 à Brest, est un entrepreneur français, fondateur de la Méthode Fitnext et du site de coaching en ligne fitnext.com. Cet ancien coureur cycliste est également journaliste et écrivain spécialisé dans le bien-être depuis plus de 15 ans. 
Après avoir débuté comme coureur cycliste en 1988, il arrête sa carrière en 1997 à seulement 24 ans, avec le maillot jaune du Tour de l’Avenir sur le dos, il sera contraint d’abandonner à 48h de l’arrivée à cause d’une fracture du poignet sur chute. 
Il publie en 1999 son premier ouvrage, Secret défonce, ma vérité sur le dopage, dans lequel il confesse s’être dopé et décrit les coulisses du cyclisme. Quelques années plus tard il signe un contrat chez Universal Music. Il écrit ensuite son premier roman, Re-Naissance qui sort en 2007, parallèlement à ses débuts dans le coaching personnel.
En 2014, 2015 et 2016, il officie dans la quotidienne de France 2 aux côtés de Stéphane Bern. Il a rejoint fin septembre 2017 l’équipe de Daphné Bürki sur France 2 dans la quotidienne Je t’aime etc ….  
En 2017, il publie le livre Les chances qu’il nous reste. Histoire de la sixième extinction.

## Biographie

### Débuts
Erwann Menthéour grandit à Brest dans le Finistère. Il y est rapidement influencé par son frère, Pierre-Henri, son aîné de 13 ans et champion cycliste, qui aura un rôle déterminant dans son parcours. Son père aussi le pousse très tôt vers le sport : natation de 6 à 13 ans, athlétisme jusqu'à 15 ans, pour finalement le diriger, comme son frère, vers le cyclisme. Il commence la compétition en tant que cadet (15-16 ans).

### Première carrière: le cyclisme
Erwann Menthéour enchaîne ainsi les compétitions et les performances ce qui lui vaut de passer professionnel en 1994, à 21 ans. Cependant, ses débuts dans la catégorie reine coïncident avec l'arrivée dans le peloton de nouvelles méthodes de dopage dont l'EPO, dont il fait usage comme de nombreux autres coureurs.
Lors de Paris-Nice 1997, il est avec deux autres coureurs l'un des premiers sportifs à être mis hors course en raison d'une hématocrite supérieure à 50 %. Ce fait précipitera la fin de la carrière d'Erwann Menthéour qui se retirera des pelotons à la fin de cette année 1997. 
Lors de sa dernière course professionnelle, il est leader du Tour de l'Avenir en septembre 1997. Il remporte la quatrième étape, ce qui constitue sa seule victoire sur le circuit professionnel. Il détient alors le maillot jaune à 24 heures de l'arrivée, lorsqu'un coureur colombien l'entraîne dans sa chute. Il sera contraint d’abandonner à cause d’une fracture du poignet. Cet événement signe la fin de sa carrière dans le cyclisme.

### Premier livre et premier album
En janvier 1998 dans l'émission de Lionel Rosso sur Europe 1, il dénonce le système du dopage, et fait face à de très nombreuses attaques de la part du monde du cyclisme comme Marc Madiot qui l'accuse de mentir. C'est à ce moment qu'il décide d'écrire un livre décrivant son utilisation des produits dopants et la façon dont le système est organisé et généralisé. Quelques mois plus tard, en juillet 1998, éclate l'affaire Festina qui révèle au grand public le système de dopage organisé dans les équipes cyclistes. Le livre d'Erwann Menthéour sort en février 1999. Il y détaille notamment ses abus en produits dopants et les conduites addictives dont sont victimes les cyclistes. 
Fort de la médiatisation qui s'ensuit, il fait la rencontre de producteurs et signe un contrat chez Universal Music. En janvier 2002, son premier single J’aurais dû sort. En juin 2004 sort son premier album Un ange, un frère, une sœur. Il fait les premières parties de Calogero dans tous les Zénith de France, et est en tête d’affiche au Bataclan.

### Seconde carrière: nouveaux livres et Fitnext
Erwann Menthéour se lance dans l’écriture d’un roman. Après deux ans de travail, Re-naissance paraît en 2007 aux éditions JC Lattès. 
Sa nouvelle activité de coach sportif et bien-être le conduit à créer la « Méthode Fitnext », qui fait l'objet d'un premier livre publié chez Solar en 2011, puis d'une nouvelle édition enrichie en 2014, vendue à près de  73 615 exemplaires. La même année il publie Et si on arrêtait de se mentir, toujours chez Solar, cet ouvrage s'en prenant aux idées reçues dans les domaines de la santé, de l'alimentation et du sport a dépassé les 100 000 exemplaires[réf. nécessaire]. En janvier 2015 il sort le livre Et si on décidait d'aller bien, chez Solar éditions, pour dénoncer les risques que font peser sur notre santé les pratiques mercantiles de certains lobbies et dresse la liste des comportements quotidiens pour changer la vie.[réf. nécessaire]. Dans la lancée, il publie de nombreux autres best-sellers, toujours liés au bien-être et en accord avec ses convictions.  
Entre 2012 et 2016, sa société (Fitnext) a vu son chiffre d'affaires se multiplier par 10. Aujourd'hui[Quand ?], Erwann Menthéour regroupe une communauté de plus d'un million de personnes[pas clair] et a dépassé les 300 000 livres vendus. Le dernier en date, La méthode Fitnext Bodyweight, est sorti en novembre 2017. Il a également coaché des personnalités comme Adriana Karembeu, Alexia Laroche-Joubert, Cédric Klapicsh, Lola Doillon, Pio Marmaï...[réf. nécessaire]

## Palmarès

### Palmarès amateur
- 1991
  - Trophée Sébaco
- 1992
  -  Champion de France du contre-la-montre par équipes
  - Classement général du Tour des Landes
  - 5e étape de l'Essor breton
  - Manche-Océan
- 1993
  - 2e des Trois Jours de Cherbourg

### Palmarès professionnel
- 1997
  - 4e étape du Tour de l'Avenir (contre-la-montre)

### Résultats sur les grands tours

#### Tour d'Italie
1 participation
- 1996 : non-partant (2e étape)

## Discographie
- J'aurai dû. Universal Music (Single), 2002
- Un Ange, Un Frère, Une Sœur. Universal Music, 2004